# Korean Friendship Association
La Korean Friendship Association, traducibile in lingua italiana come Associazione di Amicizia con la Corea (in spagnolo Asociación de Amistad con Corea) è un'associazione di amicizia con la Corea del Nord senza scopo di lucro fondata l'8 agosto 2000 in Catalogna, Spagna.
Ha rappresentanti in vari paesi tra cui: Algeria, Argentina, Australia, Austria, Belgio,  Bolivia, Brasile, Canada, Cile, Colombia, Costa Rica, Cuba, Estonia, Germania, Grecia, Guatemala, India, Irlanda, Italia, Lettonia, Lituania, Messico, Nicaragua, Perù, Polonia, Portogallo, Regno Unito, Repubblica Ceca, Russia, Serbia, Singapore, Slovacchia, Slovenia, Spagna, Stati Uniti, Svizzera, Thailandia, Uruguay e Venezuela; per i paesi Arabi vi è la delegazione KFA Arabia mentre per Danimarca, Finlandia, Norvegia e Svezia vi è la KFA Scandinava. Presenta delegazioni anche nelle comunità autonome di Paesi Baschi e Valencia.
Il presidente è il cittadino ispanico-nordcoreano Alejandro Cao de Benós de Les y Pérez.

## Linea
Le pagine KFA forniscono materiale correlato alla RPDC, inclusi suggerimenti turistici, saggi politici, informazioni politiche, storiche, geografiche, tradizionali e culturali (religioni, scienza, letteratura, arte, educazione, vita familiare, costumi, cucina...) sul Paese.
La KFA nega violazioni dei diritti umani in Corea del Nord e contesta l'esistenza di campi di concentramento nordcoreani, poiché ritiene che non vi siano prove.
L'obiettivo della KFA è quello di promuovere il benessere di tutti i membri e l'amicizia tra i membri dell'associazione in tutto il mondo.

### Obiettivi
Gli obiettivi dichiarati dalla KFA sono:
- Mostrare la realtà della RPD di Corea al mondo
- Difendere l'indipendenza e la costruzione socialista nella RPD di Corea
- Imparare dalla cultura e dalla storia del popolo coreano
- Lavorare per l'unificazione pacifica della penisola coreana (Programma in dieci punti della Grande Unità di Tutta la Nazione per la Riunificazione del Paese[36]).

La KFA, inoltre, organizza delegazioni di viaggio in Corea del Nord.

## Struttura
La KFA è la più grande associazione di amicizia con la Corea del Nord. È presente in 120 Paesi e vi è un delegato ufficiale in 34 Paesi. 
Le associazioni nazionali sotto la KFA non ricevono finanziamenti ufficiali e non sostengono il governo monetariamente.
I delegati ufficiali sono responsabili delle attività svolte nel proprio paese e nominano dei segretari. Al di sopra dei Delegati Ufficiali, vi è il Comitato Internazionale dell'Organizzazione, composto dal Presidente, dal Consigliere Internazionale e da un Segretario di Organizzazione Internazionale che controlla e dirige le attività della KFA in tutto il mondo.
- Presidente: Alejandro Cao de Benós de Les y Pérez Il presidente della KFA Alejandro Cao de Benós de Les y Pérez.

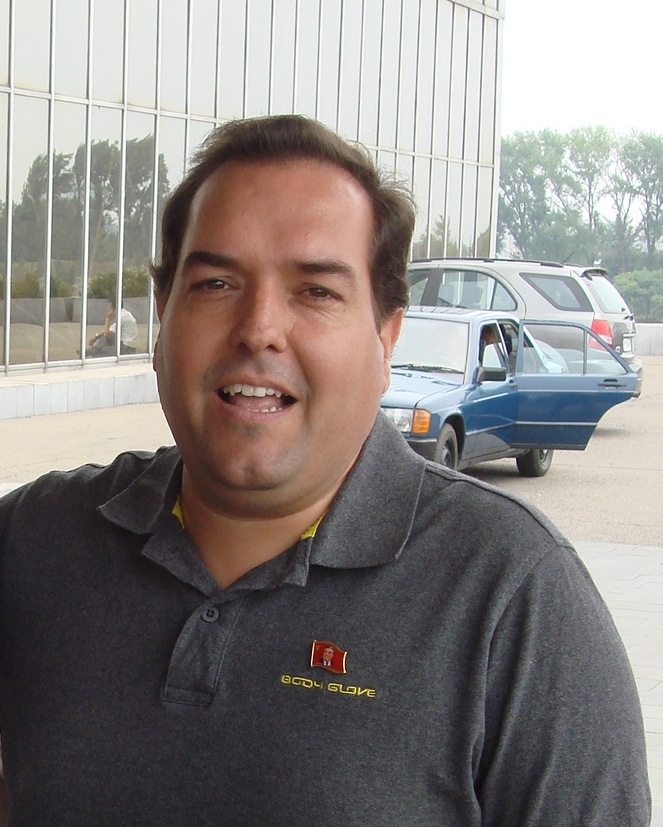
Il presidente della KFA Alejandro Cao de Benós de Les y Pérez.

- Segretario di organizzazione internazionale: Mana Sapmak
- Segretario di comunicazione internazionale: Carlos Luna
- Commissario internazionale: Trever Aritz[5]

## La KFA nel mondo

### KFA Italia
L'ex delegato italiano milanese Cristian Pivetta, capostazione di mestiere, è stato sostituito dal fiorentino Jean-Claude Martini nel 2017, il quale ha affermato di voler riattivare tutti i canali di comunicazione, Facebook e YouTube su tutti, migliorare il sito e tenerlo attivo, iniziare conferenze sui temi di maggiore importanza riguardo alla RPDC, seguendo l'esempio delle branche migliori della KFA, cioè quella inglese, quella spagnola, quella irlandese e quella svizzera.
Cristian Pivetta è stato intervistato nel programma radiofonico La Zanzara di Giuseppe Cruciani e David Parenzo, preannunciando il suo viaggio bimensile in Corea del Nord.
Il segretario generale italiano è il sanbenedettese Massimo Urbani, medico chirurgo esperto in cooperazione internazionale; ha trascorso trent’anni della sua vita all’estero, soprattutto in Africa (Uganda, Ruanda, Camerun, Somalia, Algeria, Zimbabwe). Nel 1997 fu inviato nella RPDC, in qualità di capo missione, curando approvvigionamenti di kits medicali e igienici e occupandosi della formazione di 330 tra dottori e infermieri. È divenuto Console Corrispondente del Governo Italiano a Pyongyang, un incarico che gli ha permesso di conoscere meglio di altri la Corea del Nord.
Un altro membro marchigiano è Flavio Pettinari di Fermo, Delegato Ufficiale della KFA Italia prima di Cristian Pivetta.
Nel 2013-2014 è stato nominato delegato ufficiale ad interim il calabrese Paolo Piu che lascerà l'incarico a Cristian Pivetta e, successivamente, a Marco Tumminaro fino al 2021